# Stezka Yungas

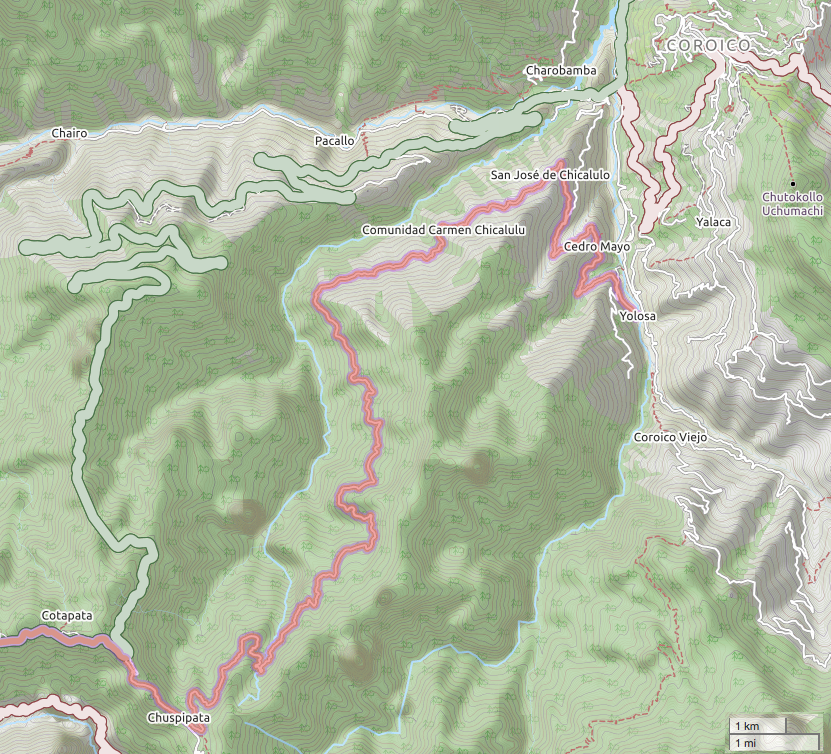
Červeně cyklistická část, zeleně Bolivijská národní cesta 3

Stezka Yungas je asi 60 kilometrů dlouhá cyklostezka, která spojuje město La Paz a oblast Yungas v Bolívii. Navštíví ji asi 25 000 turistů ročně  a je velkou turistickou atrakcí La Paz. Mnoho cestovních kanceláří obstarává sjezd na horských kolech a poskytuje informace, průvodce, dopravu a vybavení. Alespoň 18 cyklistů na cestě od roku 1998 zemřelo. Turistická trasa je 64 kilometrů dlouhá cesta s klesáním až 3 500 metrů.
Trasa zahrnuje úsek Cotapata-Santa Bárbara. Ten nahradil starou silnici postavenou v roce 1930. Byl považován za nebezpečný, kvůli jeho strmým svahům, jediné, úzké trati, nedostatku zábradlí, dešti, mlze, a dostal přezdívku „cesta smrti“. Nejnebezpečnější cestou v regionu však nebyl. Na rozdíl od zbytku země byl provoz levostranný, aby řidič mohl posoudit vzdálenost vnějšího kola od okraje silnice.
Během 20letého období ukončeného v roce 2006 byla postavena nová náhradní trasa. Modernizace zahrnovala rozšíření vozovky z jednoho na dva jízdní pruhy; asfaltovou dlažbu; mosty, odvodnění, zábradlí a výstavbu nového úseku mezi Chusquipata a Yolosa, čímž se vyhnula nejnebezpečnějším úsekům původní silnice.

## Galerie

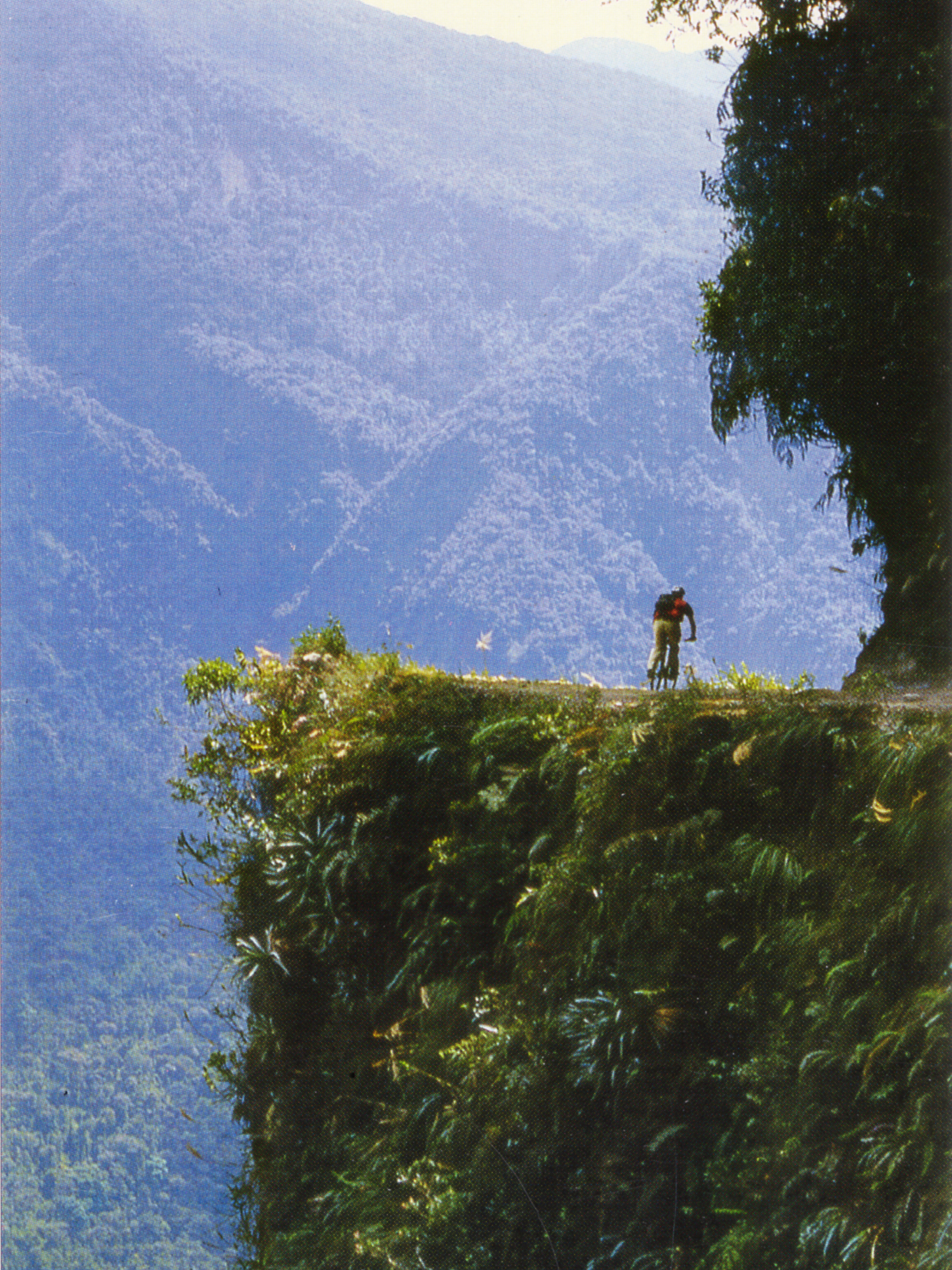
Stezka Yungas
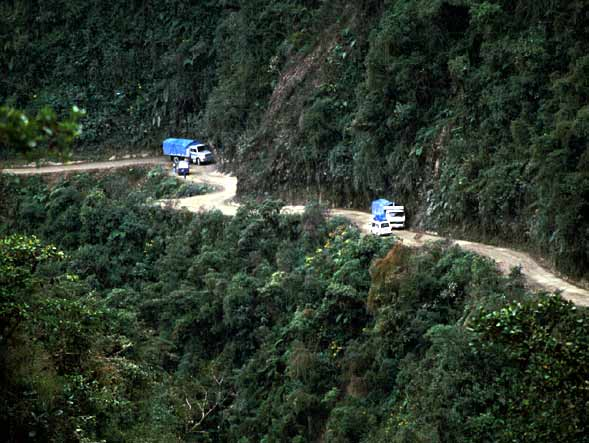
Stará stezka Yungas před otevřením nové cesty
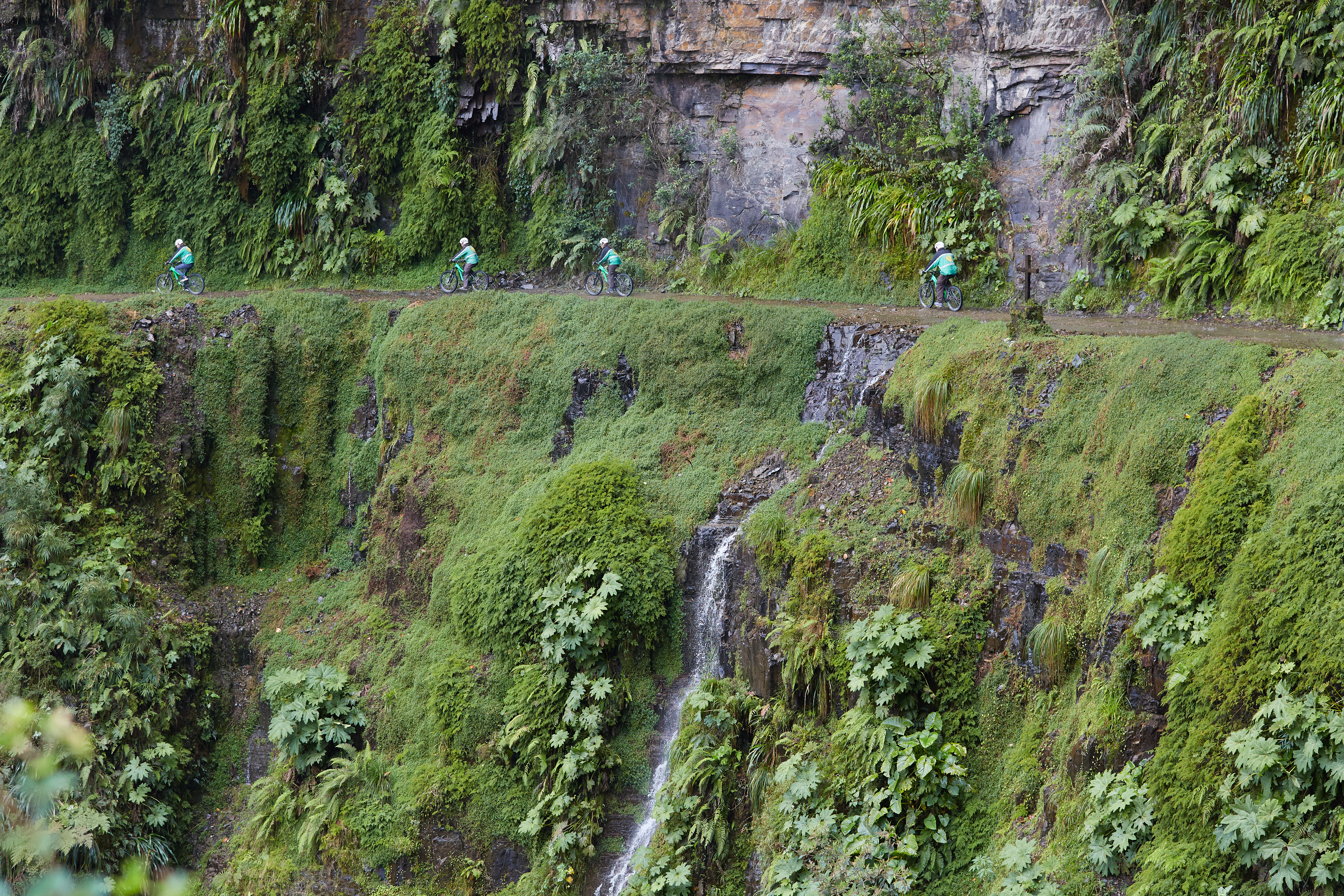
Sjíždějící turisté